# Артерн
Артерн (њем. Artern/Unstrut) град је у њемачкој савезној држави Тирингија. Једно је од 50 општинских средишта округа Кифхојзер. Према процјени из 2010. у граду је живјело 5.867 становника. Посједује регионалну шифру (AGS) 16065002.

## Географски и демографски подаци
Артерн се налази у савезној држави Тирингија у округу Кифхојзер. Град се налази на надморској висини од 121 метра. Површина општине износи 24,0 km². У самом граду је, према процјени из 2010. године, живјело 5.867 становника. Просјечна густина становништва износи 244 становника/km².

## Међународна сарадња
| Мјесто | Држава    | Врста сарадње | Од    |
| ------ | --------- | ------------- | ----- |
|        | Словачка  | партнерство   | 1992. |
|        | Француска | партнерство   | 1996. |
| Извор  |           |               |       |